# Lista de comunas de Pas-de-Calais
Lista das 895 comunas do departamento francês de Pas-de-Calais.